# قبعة تدخين

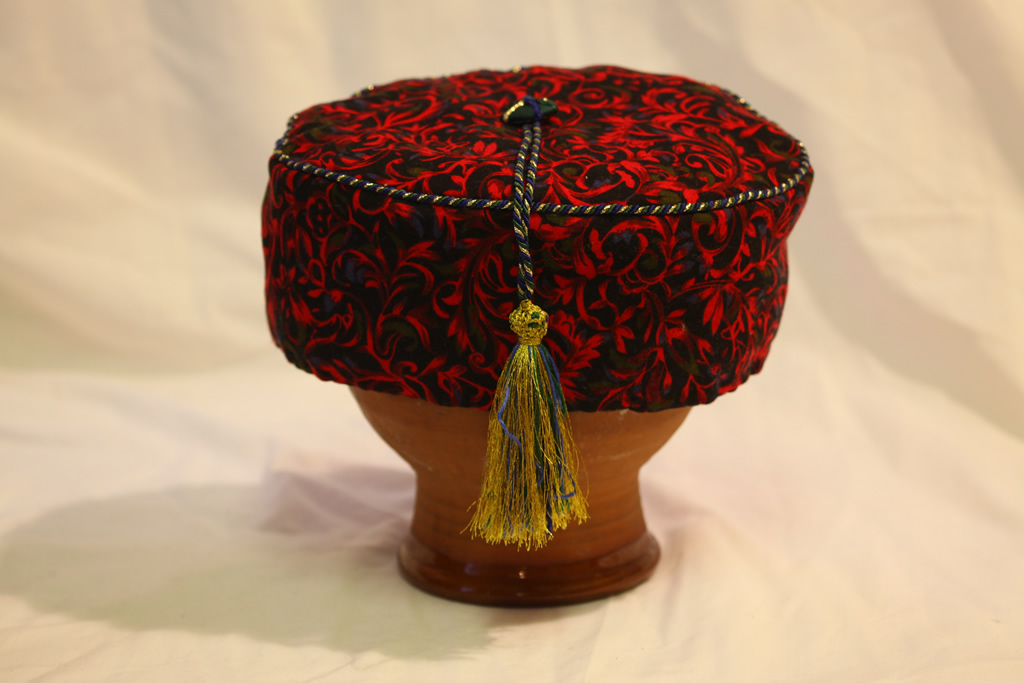
قبعة تدخين من القرن التاسع عشر

قبعة التدخين، أو ما يعرف بـ قبعة الاستراحة، هي غطاء للرأس من الثقافة الفيكتورية، يرتديها الرجال لمنع رائحة السجائر من الوصول لشعرهم. وتكون قبعات التدخين ناعمة ولها شكل اسطواني، بحيث تكون ضيقة قليلًا لتكون ثابتة على الرأس، وفي العادة تكون كثيرة التطريز ولها شرّابة في الأعلى. كان ارتداؤها في الأصل للتدفئة، ولكن استمر ارتدائها باستخدامها كقبعة تدخين حتى بعدما تطورت طرق التدفئة في العصر الفيكتوري. شاعت هذه القبعات في الفترة ما بين 1840-1880، وكان الرجال يرتدونها حتى في بيوتهم.
نشأت الحاجة لملابس التدخين ومنها هذه القبعات من الآداب الاجتماعية كعدم التدخين أمام النساء، و لتجنب رائحة السجائر أمامهن. و كانت النساء تصنع القبعات وتهديها لأزواجهن من الرجال. وكانت العادة أن تستخدم قبعات التدخين مع ما يسمى بسترة التدخين، مع أن القبعة لم تكن ضرورية. لم يكن الجميع يرتدي ملابس التدخين، وذلك لأن التدخين لم يكن عادةً شائعةً في السابق قبل القرن العشرين. وكان من الممكن أيضًا ارتداء ملابس التدخين كجزء من ملابس الرجال بما ليس له علاقة بالتدخين أصلًا. وفي الغالب تكون القبعة كثيرة الزخرفة والألوان، وتأثر شكلها بتصاميم الشرق الأدنى والأوسط بشكل خاص، و هو تأثير طال الكثير من التراث الفيكتوري.